# Fensterkorb
Ein Fensterkorb ist die Vergitterung eines Fensters, die dreidimensional und korbartig aus der Flucht einer Fassade hervortritt.
In der Regel handelt es sich um – oft kunstvoll – geschmiedete, oft verzierte Eisengitter. Durch die aus der Fassadenflucht hervortretende Form ermöglicht der Fensterkorb – im Gegensatz zu einem flach in das Fenster eingebauten Gitter – den Blick nach links und rechts entlang der Fassade oder auf die vor dem Haus verlaufende Straße. Über diesen praktischen Gesichtspunkt hinaus stellt der Fensterkorb eine Baudekoration dar, die durch ihren Schattenwurf zudem noch interessante Effekte auf der Fassade erzeugt.
In Europa sind Fensterkörbe seit der Renaissance bekannt.  Auch in den Architekturen anderer Kulturkreise werden Fensterkörbe verwendet. In Europa waren sie bis in die Architektur des Historismus verbreitet. Seitdem werden sie noch bei Neubauten im ländlichen Bereich oder bei historisierendem Bauen verwendet.